# Anne André-Léonard
Pour les articles homonymes, voir André et Léonard.
 (avril 2020).
Si vous disposez d'ouvrages ou d'articles de référence ou si vous connaissez des sites web de qualité traitant du thème abordé ici, merci de compléter l'article en donnant les références utiles à sa vérifiabilité et en les liant à la section « Notes et références ».
Anne J. André-Léonard, née le 16 novembre 1948 à Schaerbeek est une femme politique belge francophone, membre du Mouvement réformateur.
Elle commence sa carrière par des passages dans des cabinets ministériels et par le syndicat libéral et en tant que collaboratrice du PRL.

## Carrière politique
- 1976- : conseiller communal à Ottignies
- 1981-2000 : échevine à Ottignies
- 1985-1999 et 2003-2004 : députée européenne
- 1989-1991 : première échevine et bourgmestre ff. de Ottignies
- 1999-2000 : commissaire du gouvernement à la simplification administrative
- 2000-2006 : Député permanent de la Province du Brabant wallon
- 2006-2008 : Commissaire adjoint pour la Belgique à l’Expo Internationale à Saragosse